# Temporada 1981-82 de los Phoenix Suns
La temporada 1981-82 fue la decimocuarta de los Phoenix Suns en la NBA. La temporada regular acabó con 46 victorias y 36 derrotas, ocupando el cuarto puesto de la Conferencia Oeste, clasificándose para los playoffs, en los que cayeron en las semifinales de conferencia ante Los Angeles Lakers.

## Elecciones en elDraft
| Ronda | Puesto | Jugador      | Posición  | Nacionalidad   | Universidad      |
| ----- | ------ | ------------ | --------- | -------------- | ---------------- |
| 1     | 20     | Larry Nance  | Ala-Pívot | Estados Unidos | Clemson          |
| 3     | 66     | Craig Dykema | Alero     | Estados Unidos | Long Beach State |

## Temporada regular
| División Pacífico      | División Pacífico | División Pacífico | División Pacífico | División Pacífico | División Pacífico | División Pacífico | División Pacífico | División Pacífico |
| Equipo                 | G                 | P                 | %                 | PD                | Casa              | Fuera             | Div               |                   |
| ---------------------- | ----------------- | ----------------- | ----------------- | ----------------- | ----------------- | ----------------- | ----------------- | ----------------- |
| y-Los Angeles Lakers   | 57                | 25                | .695              | –                 | 30–11             | 27–14             | 21–9              |                   |
| x-Seattle SuperSonics  | 52                | 30                | .634              | 5.0               | 31–10             | 21–20             | 18–12             |                   |
| x-Phoenix Suns         | 46                | 36                | .561              | 11.0              | 31–10             | 15–26             | 14–16             |                   |
| Golden State Warriors  | 45                | 37                | .549              | 12.0              | 28–13             | 17–24             | 15–15             |                   |
| Portland Trail Blazers | 42                | 40                | .512              | 15.0              | 27–14             | 15–26             | 15–15             |                   |
| San Diego Clippers     | 17                | 65                | .207              | 40.0              | 11–30             | 6–35              | 7–23              |                   |

## Playoffs

### Primera ronda
Denver Nuggets vs. Phoenix Suns 
| Fecha       | Partido                              | Ciudad  |
| ----------- | ------------------------------------ | ------- |
| 20 de abril | Denver Nuggets 129, Phoenix Suns 113 | Denver  |
| 23 de abril | Phoenix Suns 126, Denver Nuggets 110 | Phoenix |
| 24 de abril | Denver Nuggets 119, Phoenix Suns 124 | Denver  |
|             | Phoenix Suns gana las series 1-2     |         |

### Semifinales de Conferencia
Los Angeles Lakers vs. Phoenix Suns 
| Fecha       | Partido                                  | Ciudad      |
| ----------- | ---------------------------------------- | ----------- |
| 27 de abril | Los Angeles Lakers 115, Phoenix Suns 96  | Los Ángeles |
| 28 de abril | Los Angeles Lakers 117, Phoenix Suns 98  | Los Ángeles |
| 30 de abril | Phoenix Suns 106, Los Angeles Lakers 114 | Phoenix     |
| 2 de mayo   | Phoenix Suns 107, Los Angeles Lakers 112 | Phoenix     |
|             | Los Angeles Lakers gana las series 4-0   |             |

## Estadísticas
| Rk | Jugador         | Edad | P  | PT | MP   | TC  | TCI  | %TC  | T3  | T3I | %T3   | TL  | TLI | %TL  | RO  | RD  | RT  | AS  | RB  | TAP | BP  | FP  | PTS  |
| -- | --------------- | ---- | -- | -- | ---- | --- | ---- | ---- | --- | --- | ----- | --- | --- | ---- | --- | --- | --- | --- | --- | --- | --- | --- | ---- |
| 1  | Truck Robinson  | 30   | 74 | 72 | 37.1 | 7.8 | 15.2 | .513 | 0.0 | 0.0 | 1.000 | 3.4 | 5.0 | .687 | 2.7 | 7.0 | 9.7 | 2.4 | 0.6 | 0.4 | 2.7 | 2.9 | 19.1 |
| 2  | Dennis Johnson  | 27   | 80 | 77 | 36.7 | 7.2 | 15.4 | .470 | 0.1 | 0.5 | .190  | 5.0 | 6.2 | .806 | 1.8 | 3.4 | 5.1 | 4.6 | 1.3 | 0.7 | 2.9 | 3.2 | 19.5 |
| 3  | Kyle Macy       | 24   | 82 | 72 | 34.7 | 5.9 | 11.5 | .514 | 0.5 | 1.2 | .390  | 1.9 | 2.1 | .899 | 1.0 | 2.2 | 3.2 | 4.7 | 1.7 | 0.1 | 1.5 | 2.3 | 14.2 |
| 4  | Alvan Adams     | 27   | 79 | 75 | 30.3 | 6.4 | 13.0 | .494 | 0.0 | 0.0 | .000  | 2.3 | 2.9 | .781 | 1.7 | 5.7 | 7.4 | 4.5 | 1.4 | 1.0 | 2.5 | 3.4 | 15.1 |
| 5  | Rich Kelley     | 28   | 81 | 39 | 23.4 | 2.9 | 6.2  | .467 | 0.0 | 0.0 | .000  | 2.1 | 2.8 | .749 | 2.1 | 4.1 | 6.1 | 3.6 | 0.8 | 0.9 | 3.0 | 3.6 | 7.9  |
| 6  | Walter Davis    | 27   | 55 | 12 | 21.5 | 6.4 | 12.2 | .523 | 0.1 | 0.3 | .188  | 1.7 | 2.0 | .820 | 0.4 | 1.5 | 1.9 | 2.9 | 0.8 | 0.1 | 2.0 | 1.9 | 14.4 |
| 7  | Alvin Scott     | 26   | 81 | 38 | 21.5 | 2.3 | 4.7  | .497 | 0.0 | 0.0 | .000  | 1.3 | 1.8 | .730 | 1.2 | 2.4 | 3.6 | 1.8 | 0.7 | 0.9 | 1.2 | 2.1 | 6.0  |
| 8  | Jeff Cook       | 25   | 76 | 22 | 17.1 | 2.0 | 4.7  | .422 | 0.0 | 0.0 | .000  | 1.2 | 1.8 | .664 | 1.5 | 2.5 | 4.0 | 1.3 | 0.5 | 0.3 | 1.1 | 2.3 | 5.1  |
| 9  | Larry Nance     | 22   | 80 | 0  | 14.8 | 2.8 | 5.5  | .521 | 0.0 | 0.0 | .000  | 0.9 | 1.5 | .641 | 1.2 | 2.0 | 3.2 | 1.0 | 0.5 | 0.9 | 1.3 | 2.1 | 6.6  |
| 10 | Dudley Bradley  | 24   | 64 | 3  | 14.6 | 2.0 | 4.4  | .445 | 0.0 | 0.1 | .250  | 1.2 | 1.6 | .740 | 0.5 | 0.9 | 1.4 | 1.3 | 1.2 | 0.2 | 1.1 | 1.8 | 5.1  |
| 11 | Joel Kramer     | 26   | 56 | 0  | 9.8  | 1.0 | 2.4  | .414 | 0.0 | 0.0 |       | 0.6 | 0.8 | .786 | 0.6 | 1.3 | 1.9 | 0.9 | 0.3 | 0.2 | 0.5 | 1.1 | 2.6  |
| 12 | Craig Dykema    | 22   | 32 | 0  | 3.2  | 0.5 | 1.2  | .459 | 0.1 | 0.1 | .500  | 0.2 | 0.3 | .778 | 0.1 | 0.3 | 0.4 | 0.5 | 0.1 | 0.0 | 0.2 | 0.6 | 1.3  |
| 13 | John McCullough | 25   | 8  | 0  | 2.9  | 1.1 | 1.6  | .692 | 0.0 | 0.0 |       | 0.4 | 0.6 | .600 | 0.1 | 0.4 | 0.5 | 0.4 | 0.3 | 0.0 | 0.4 | 0.4 | 2.6  |

## Galardones y récords
| Jugador        | Galardón                                    |
| Dennis Johnson | Mejor quinteto defensivo de la NBA All-Star |